# Rivon
Rivon (hangul: 리원군, Rivon-kun, handzsa: 利原郡, RR: Riwŏn-kun, ’haszon-eredet’) megye Észak-Koreában, Dél-Hamgjong (Hamgyŏng) tartományban. 1436-ban alapították, Riszong-hjon (리성현; 利城縣, Risong-hyon) néven. Mai nevét 1800-ban nyerte el. 1952-ben emelték megyei rangra.

## Földrajza
Északról Tancshon (Tanch'ŏn), nyugatról és délnyugatról Tokszong (Tŏksŏng) és Pukcshong (Pukch'ŏng), délről és keletről a Japán-tenger (Keleti-tenger) határolja.
Legmagasabb pontja az 1407 méter magas Rjongdokszan (령덕산; 嶺德山, Ryŏngdŏksan).

## Közigazgatása
1 községből (up (ŭp)), 21 faluból (ri (ri)) és 3 munkásnegyedből (rodongdzsagu (rodongjagu)) áll:
| - Rivon-up (리원읍; 利原邑, Riwŏn-ŭp) - Rahung-rodongdzsagu (라흥로동자구; 羅興勞動者區, Rahŭng-rodongjagu) - Cshaho-rodongdzsagu (차호로동자구; 遮湖勞動者區, Ch'aho-rodongjagu) - Hvalszok-rodongdzsagu (활석로동자구; 滑石勞動者區, Hwalsŏk-rodongjagu) - Kokku-ri (곡구리; 谷口里, Kokku-ri) - Kokcshang-ri (곡창리; 穀倉里, Kokch'ang-ri) - Kuup-ri (구읍리; 舊邑里, Kuŭp-ri) - Kiam-ri (기암리; 奇巖里, Kiam-ri) - Tabo-ri (다보리; 多寶里, Tabo-ri) - Tedok-ri (대덕리; 大德里, Taedŏk-ri) - Rjongbuk-ri (룡북리; 龍北里, Ryongbuk-ri) - Rjuldzsi-ri (률지리; 栗枝里, Ryulji-ri) - Munang-ri (문앙리; 文仰里, Munang-ri) | - Szonggok-ri (성곡리; 城谷里, Sŏnggok-ri) - Szongdong-ri (송동리; 松洞里, Songdong-ri) - Szongdzsong-ri (송정리; 松亭里, Songjŏng-ri) - Jomszong-ri (염성리; 鹽城里, Yŏmsŏng-ri) - Vonsza-ri (원사리; 院四里, Wŏnsa-ri) - Juszong-ri (유성리; 楡城里, Yusŏng-ri) - Csangcshuk-ri (장축리; 場築里, Changch'uk-ri) - Csungphjong-ri (중평리; 中坪里, Chungp'yŏng-ri) - Cshongszan-ri (청산리; 淸山里, Ch'ŏngsan-ri) - Phungam-ri (풍암리; 豊岩里, P'ungam-ri) - Hakszade-ri (학사대리; 學士臺里, Haksadae-ri) - Hadzson-ri (하전리; 荷田里, Hajŏn-ri) |

## Gazdaság
Rivon (Riwŏn) megye gazdasága gépiparra, hengereltacél-gyártásra, élelmiszeriparra, textiliparra épül.

## Oktatás
Rivon (Riwŏn) megye egy egyetemnek, egy főiskolának, kb. 40 általános és középiskolának ad otthont.

## Egészségügy
A megye számos egészségügyi intézménnyel rendelkezik, köztük 1 megyei és számos helyi kórházzal.

## Közlekedés
A megye közutakon a szomszédos helységek felől közelíthető meg. A megye vasúti kapcsolattal rendelkezik, a Phjongna (P'yŏngra) vonal része.